# Hugo Holthöfer
Hugo Holthöfer (* 4. Dezember 1883 in Pferdsfeld; † 18. April 1958 in West-Berlin) war ein deutscher Jurist, Fachautor und Politiker (LDP, FDP).

## Leben
Er begann seine berufliche Laufbahn 1910 als Gerichtsassessor und Hilfsrichter in Sulzbach (Saar), ehe er 1912 Amtsrichter in Berlin-Köpenick wurde. 1920 kam er im Rang eines Amtsgerichtsrats zu Hilfsarbeiten ins Justizministerium; 1921 wurde er Ministerialrat und 1928 Ministerialdirigent.
1928 schied er aus dem Ministerium aus und ging als Präsident des Oberlandesgerichts Königsberg in Ostpreußen. Danach wirkte er als Autor lebensmittelrechtlicher Publikationen.
Nach dem Krieg arbeitete Holthöfer in der Zentralverwaltung für das Gesundheitswesen der Sowjetischen Besatzungszone (SBZ) und engagierte sich auch bald in der Berliner LDP.
Nach der Berlinwahl im Oktober 1946 bildete die LDP zusammen mit SPD und CDU unter Oberbürgermeister Otto Ostrowski (SPD) die Regierung.
Nachdem die Ernennung von Holthöfers Parteikollegen Carl Delius zum Stadtrat und Abteilungsleiter für das Post- und Fernmeldewesen von Groß-Berlin durch die Alliierte Kommandantur verweigert wurde, wurde Holthöfer am 16. Januar 1947 an seiner Stelle in dieses Amt gewählt.
Dieses Ressort behielt Holthöfer auch, als Ostrowski zurücktrat und Louise Schroeder (SPD) die Amtsgeschäfte der Oberbürgermeisterin wahrnahm. Auch nach der Amtsübernahme Ernst Reuters (SPD) blieb Holthöfer in seinem Ressort.
1950 benannte sich die LDP in FDP um, so dass Holthöfer nunmehr FDP-Mitglied war. Als solches war er 1952 Mitglied des Berliner Abgeordnetenhauses. Seine Amtsbezeichnung wechselte nach Inkrafttreten der Berliner Landesverfassung im Jahr 1951 in die eines Senators.
Nach dem Tod Ernst Reuters und dem Bruch der Dreierkoalition blieb Holthöfer auch unter Walther Schreiber Postsenator, wechselte aber am 4. November in das Gesundheitsressort (1954–1955). Nach der verlorenen Berlinwahl von 1954, in der die SPD unter Otto Suhr die absolute Mehrheit erreicht hatte und nunmehr mit der CDU koalierte, ging die FDP in die Opposition und Holthöfer demissionierte (1955).
Holthöfer war seit 1955 Mitglied im Corps Marchia Berlin. Der Göttinger Professor für Physiologie und klinische Chemie Otto Wolfgang Thiele (* 1917 in Köln) war sein Neffe.